# Hrabstwo Victoria (Nowy Brunszwik)
Hrabstwo Victoria (ang. Victoria County, fr. Comté de Victoria)  – jednostka administracyjna kanadyjskiej prowincji Nowy Brunszwik leżąca na zachodzie prowincji.
Hrabstwo ma 19 921 mieszkańców. Język angielski jest językiem ojczystym dla 55,2%, francuski dla 43,2% mieszkańców (2011).